# Josip Gaberšček
Josip (Pepe) Gaberšček (tudi Gabršček), slovenski urednik in politik, * 1. marec 1898, Ljubinj, † marec 1948, Beograd.

## Življenje in delo
Do leta 1926, ko je odšel v Kraljevino Srbov, Hrvatov in Slovencev in se naselil v Ljubljani je bil v Trstu tajnik društva Edinost in urednik istoimenskega društvenega časopisa, istočasno pa je v Trstu ilegalno vodil politično organizacijo Orjuna. V Ljubljani je postal tajni sodelavec italijanskega konzulata. Ko je v začetku leta 1928 izbruhnila vohunska afera, v katero je bil vpleten italijanski konzulat, je časopis Orjuna objavil podatke o nediplomatskih dejavnostih konzulata. Med objavljenimi ugotovitvami so bila tudi dejstva o Gaberščkovi izdajalski dejavnosti. Po razkritju se je najprej umaknil v Avstrijo in nato v Francijo. V Kraljevino Jugoslavijo se je vrnil leta 1929 ter do leta 1943 živel v Skopju in Beogradu, kjer je bil po končani vojni obsojen na političnem procesu in ustreljen.